# Diopatra monroi
Diopatra monroi är en ringmaskart som beskrevs av Francis Day 1960. Diopatra monroi ingår i släktet Diopatra och familjen Onuphidae. Inga underarter finns listade i Catalogue of Life.